# Квинт Юлий Бальб
Квинт Юлий Бальб (лат. Quintus Iulius Balbus) — римский политический деятель конца I века — начала II века.
С сентябрь по октябрь 85 года Бальб занимал должность консула-суффекта. В 100/101—101/102 годах он был проконсулом Азии. Известно, что император Траян в письме к нему приказывал дать привилегии карийскому городу Афродисиас. Его сыном был консул-суффект 129 года Квинт Юлий Бальб.